# Dietrich Reimer

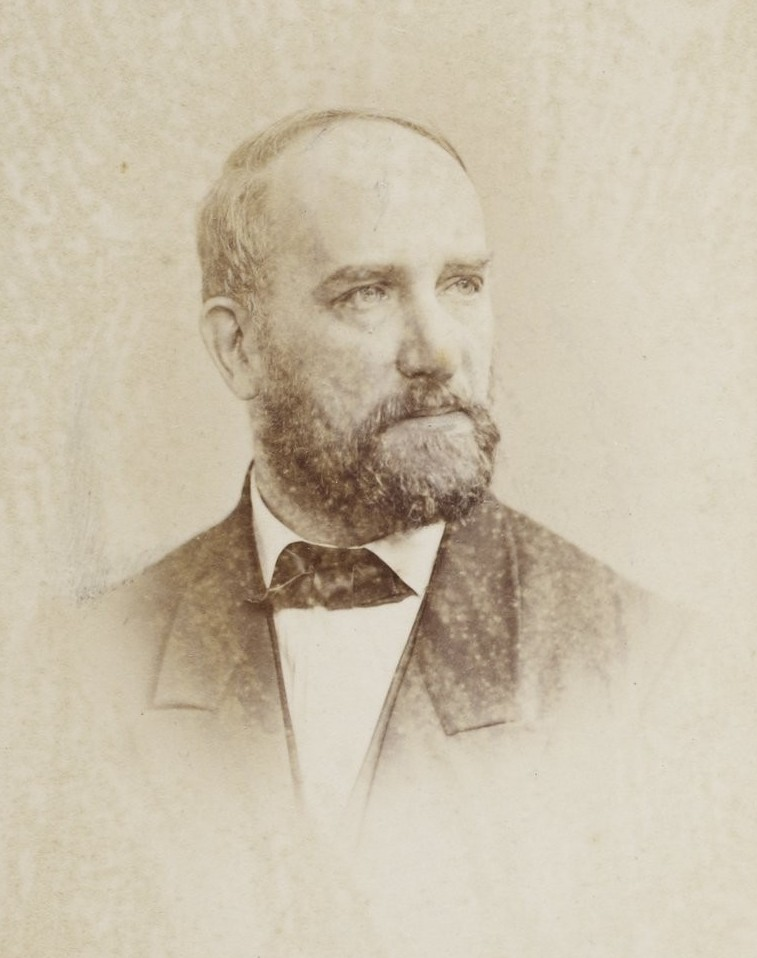
Dietrich Reimer

Dietrich Reimer (* 13. Mai 1818 in Berlin; † 15. Oktober 1899 ebenda) war ein deutscher Verleger.
Dietrich Arnold Reimer war ein Sohn von Georg Andreas Reimer und ein Bruder von Georg Ernst Reimer. Er gründete 1845 in Berlin eine Buch- und Landkartenhandlung. Zwei Jahre später übernahm er den größten Teil der geografischen Werke und des Kunstverlages von seinem Vater und gründete den Dietrich Reimer Verlag. Im selben Jahr heiratete er Henriette Hirzel, die Schwester des Verlegers Salomon Hirzel. Aus der Ehe gingen Heinrich Georg Reimer und zwei weitere Kinder hervor.  
1851 übernahm Dietrich Reimer auch das geographische und topographische Institut von A. von Meyer in Berlin. 
1852 konnte er den fähigen Kartographen Heinrich Kiepert für seinen Verlag gewinnen. Nach dem Tod seiner Frau Henriette 1853 heiratete Reimer 1855 Emma Jonas, eine Tochter des Berliner Pfarrers Ludwig Jonas.
1868 machte Reimer den Buchhändler Hermann August Hoefer (* 1835) zum Teilhaber seiner Firma. Beide gingen nun mit großem Engagement an die Verbesserung der vorhandenen Kartenwerke, an neue große wissenschaftliche Unternehmungen auf dem Gebiet der Erd- und Länderkunde und die Herstellung von Erd- und Himmelsgloben, wodurch der Verlag auch international ein hohes Ansehen errang.
Am 1. Oktober 1891 musste Dietrich Reimer aus gesundheitlichen Gründen die Leitung des Verlages aufgeben. Acht Jahre später starb er im Alter von 81 Jahren.